# Dimos Andros
Dimos Andros är en kommun i Grekland.   Den ligger i prefekturen Kykladerna och regionen Sydegeiska öarna, i den sydöstra delen av landet, 100 km öster om huvudstaden Aten. Antalet invånare är 9 285. Dimos Andros ligger på ön Andros.